# Argelos (Landes)
Argelos è un comune francese di 186 abitanti situato nel dipartimento delle Landes nella regione della Nuova Aquitania.

## Società

### Evoluzione demografica
Abitanti censiti